# Wojciech Eckert (oficer)
Wojciech Eckert (ur. 21 kwietnia 1883 w Nowym Kramsku, zm. 19 kwietnia 1942 w Zbąszyniu) – major piechoty Wojska Polskiego.

## Życiorys
Urodził się w rodzinie Wawrzyńca i Małgorzaty z domu Fabiś. Był z zawodu nauczycielem. Uczył w szkołach ludowych w Jerce, Śmiglu i Goździchowie.
W 1914 zmobilizowany do armii niemieckiej, w szeregach 7 pułku grenadierów służył na froncie zachodnim. Dwukrotnie ranny, jako inwalida zwolniony ze służby wojskowej.
W listopadzie 1918 organizował na terenie powiatu babimojskiego drużyny bojowe, na czele których wziął udział w rozbrajaniu Niemców. W czasie powstania wielkopolskiego walczył kolejno w Oddziale Wielkołackim, Kompanii Wolsztyńskiej, Kompanii Parzęczewskiej i Grupie Zachód. Następnie pełnił służbę w 56 pułku piechoty Wielkopolskiej w Krotoszynie. 3 maja 1922 został zweryfikowany w stopniu kapitana ze starszeństwem z 1 czerwca 1919 i 335. lokatą w korpusie oficerów piechoty. 10 lipca 1922 został zatwierdzony w tym oddziale na stanowisku pełniącego obowiązki dowódcy batalionu. W 1923 pełnił obowiązki dowódcy II batalionu. 31 marca 1924 został mianowany majorem ze starszeństwem z 1 lipca 1923 i 102. lokatą w korpusie oficerów piechoty. Po awansie został zatwierdzony na stanowisku dowódcy II batalionu. W maju 1927 unieważniono jego przeniesienie do 84 pułku piechoty na stanowisko dowódcy II batalionu z równoczesnym zwolnieniem ze stanowiska dowódcy II batalionu 56 pp i oddaniem do dyspozycji dowódcy Okręgu Korpusu Nr VII. W kwietniu 1928 został przeniesiony do 76 pułku piechoty w Grodnie na stanowisko dowódcy I batalionu.
W 1934, jako oficer stanu spoczynku pozostawał w ewidencji Powiatowej Komendy Uzupełnień Poznań Miasto. Posiadał przydział do Oficerskiej Kadry Okręgowej Nr VII. Był wówczas „przewidziany do użycia w czasie wojny”.
Zmarł 19 kwietnia 1942. Został pochowany na cmentarzu parafialnym w Zbąszyniu.

## Ordery i odznaczenia
- Krzyż Niepodległości (18 października 1932)[13]
- Krzyż Walecznych (dwukrotnie)[14]
- Złoty Krzyż Zasługi (22 grudnia 1928)[15]